# Stammapostel
Stammapostel ist die höchste Amtsstufe der Neuapostolischen Kirche (NAK). Er steht dem Kreis der Apostel weltweit vor und leitet mit ihnen die Kirche. Er ist in Glaubensfragen letzte Instanz und setzt Lehraussagen nach Abstimmung mit den Bezirksaposteln fest. In der Regel führt er die Ordination der Apostel durch. Er ist oberster Repräsentant der Neuapostolischen Kirche. Seit Pfingsten 2013 hat der Franzose Jean-Luc Schneider dieses Amt inne. Gemäß den Ordinationsrichtlinien der NAK konnten bis zum 1. Januar 2023 nur Männer in ein geistliches Amt ordiniert werden, weshalb das Amt des Stammapostels bisher ein Mann bekleiden musste.
Auch innerhalb der Glaubensgemeinschaft Apostelamt Jesu Christi gab es dieses Amt bis 1981.

## Allgemein

### Aufgabenbereiche
Als oberste geistliche Autorität aller neuapostolischen Gebietskirchen der Erde leitet der Stammapostel die Gesamtkirche in allen religiösen Angelegenheiten. Er hat vornehmlich den Auftrag, die Lehre Christi beständig und gewissenhaft zu verkündigen und rein zu halten. Er beruft und ordiniert die Bezirksapostel, Apostel und Bischöfe, setzt sie zur Ruhe oder ruft sie ab. Er legt die Grenzen der Gebietskirchen fest, bildet neue Bezirksapostelbereiche und teilt den Gebietskirchen Arbeitsbereiche zur Betreuung zu. Auch legt er das Jahresbudget der NAK fest, entscheidet über Ausgaben und Verwaltung des Vermögens, spricht mit den Bezirksaposteln den an die NAK zu leistenden finanziellen Beitrag ab und erlässt Regelungen und Weisungen in Angelegenheiten der Gesamtkirche. Anordnungen des Stammapostels sind vorbehaltlich entgegenstehender gesetzlicher Bestimmungen für alle Gebietskirchen und deren Organe verbindlich.

### Amtszeit und Berufung
Der Stammapostel wird von seinem jeweiligen Vorgänger berufen. Dies ist auch dann so, wenn der Vorgänger erkrankt oder einen Unfall erleidet, aber noch handlungsfähig ist. Für den Fall einer plötzlichen Erkrankung oder eines Unfalls, wodurch der Stammapostel handlungsunfähig werden könnte, kann der Stammapostel die Berufung seines Nachfolgers schriftlich hinterlegen. Fehlt eine solche Berufung, so wird der Nachfolger durch die Bezirksapostelversammlung oder die Apostelversammlung aus dem Kreis der Bezirksapostel, Bezirksapostelhelfer und Apostel geheim gewählt. Sein Amt beginnt mit seiner Ordination, die durch den in den Ruhestand tretenden Stammapostel oder den dienstältesten Bezirksapostel erfolgt. Der Amtswechsel wird sämtlichen neuapostolischen Gemeinden unverzüglich zur Kenntnis gebracht.
Mit dem Erreichen des 65. Lebensjahres steht dem Stammapostel der Ruhestand zu. Längstens soll er seine Amtstätigkeit bis zur Vollendung des 70. Lebensjahres ausüben. Zur Berufung seines Nachfolgers und zur Regelung für den Fall einer vorübergehenden oder definitiven Verhinderung an der Amtsausübung kann der Stammapostel im Tresor der NAK entsprechende Dokumente hinterlegen. Bestätigen zwei unabhängige Ärzte eine vorübergehende Verhinderung, so öffnen die drei dienstältesten Bezirksapostel das entsprechende Dokument; stirbt der Stammapostel oder wird seine definitive Verhinderung festgestellt, ist innerhalb von sieben Tagen eine Bezirksapostelversammlung einzuberufen, die das Vermächtnis des Stammapostels zur Kenntnis nimmt und unverzüglich umsetzt.

## Geschichte
Die Neuapostolische Kirche leitet dieses Amt heute – ähnlich wie die Römisch-katholische Kirche – von der besonderen Stellung des Apostels Petrus im Jüngerkreis ab. Bereits die katholisch-apostolischen Gemeinden, aus denen sich die Neuapostolische Glaubensgemeinschaft ab 1878 entwickelte, kannten die Bezeichnung „Stammapostel“. Dieses Amt bezeichnete hier jedoch die Führungsgewalt über einen der sogenannten „12 Stämme Israels“, wobei mit „Stamm“ jeweils eine bestimmte Weltregion bezeichnet wurde. Der erstberufene Apostel der katholisch-apostolischen Gemeinden, John Bate Cardale, wurde auch Pfeilerapostel genannt. Ebenso gab es für die anderen charismatischen Ämter (Prophet, Hirte, Evangelist) jeweils ein Pfeileramt. Mit diesem Pfeileramt waren jedoch keine besonderen Vollmachten verbunden.
Nach dem Tod von Friedrich Wilhelm Schwarz 1895 stellten sich die Apostel mehr und mehr unter die Führung von Friedrich Krebs. Er entwickelte 1895 allmählich das Konzept des Stammapostels als oberste Autorität innerhalb der Apostel und wurde damit laut dem Historiker Helmut Obst zum eigentlichen Gründer der modernen NAK. Die geistliche Begründung fiel dabei pragmatisch aus: Um die Notwendigkeit einer einheitlichen Führung zu verdeutlichen, verwies der damalige Apostel Niehaus auf den Einzigartigkeitsanspruch Gottes im ersten der zehn Gebote sowie auf die patriarchale Stellung des Mannes in der Familie. War der Begriff Stamm aus der katholisch-apostolischen Gebietsaufteilung bekannt, versinnbildlichte er von nun an das Primat des Stammapostels über die weiteren Apostel mittels des metaphorischen Verhältnisses von Baum zu Ast. Der erste Gottesdienst, in dem die Funktion des Kirchenoberhaupts proklamiert wurde, fand zu Pfingsten 1897 in Berlin statt.

## Stammapostelkult
Unter dem ersten Amtsträger Friedrich Krebs entwickelte sich ein ausgeprägter Verehrungskult um das Amt. Begriffe wie „Vater“ oder „Einheitsvater“ waren noch einige Jahre lang üblicher als der Begriff „Stammapostel“. Der spätere Amtsinhaber Hermann Niehaus schrieb über seinen Vorgänger Krebs, er sei nicht würdig, ihn als seinen „Bruder“ zu sehen, sondern nannte ihn seinen „Herr[n] und Meister“. Krebs selbst bekräftigte diesen Kult, indem er sich beispielsweise mit Aussagen bei einer Feier des Heiligen Abendmahls selbst als Jesus Christus bezeichnete:

„Das ist mein Fleisch, denn ich habe die Welt überwunden, obwohl ich noch lebe.“

Zum 80. Geburtstag und 60-jährigen Amtsjubiläum von Niehaus als späterem Stammapostel wurde vom Apostelkollegium das Buch Der Größte unter ihnen herausgegeben. Bereits zum Amtsantritt nach dem Tod von Krebs herrschte innerhalb der neuapostolischen Gemeinde auch die spiritistische Vorstellung vor, dass Niehaus als „Träger des Geistes“ des verstorbenen Stammapostels seine geistlichen Vollmachten aus ebendiesem beziehe und der erste Stammapostel folglich in seinem Nachfolger weiterwirke. Aus Niehaus’ Amtszeit gibt es weiterhin Beispiele von Gemeinden, in deren Kirchsaal ein Bild des Stammapostels über dem Altar platziert wurde. Im Lied Nummer 509 des neuapostolischen Gesangbuches von 1912 hieß es:

„Ja nirgends auf dem Erdenrund fühlt´ ich mich frei so von Beschwerde, 
 als an der Brust von Vater Krebs, das war mein Himmel auf der Erde 
 Verloren gehet von uns keiner, so wir uns klammern an die Hand in seinem Sohne Niehaus heute. 
 An dieser Brust wird weiter blühn für uns der Himmel auf der Erde.“

Seinen Höhepunkt erreichte der Stammapostelkult unter J.G. Bischoff. Beim „Botschafts“-Gottesdienst in Gießen am 24. Dezember 1951 nannte Bezirksapostel Rockenfelder ihn den „Größten, nebst Jesus, [den] die Erde je getragen hat“. Ein Jahr später wurden die Amtsträger der Kirche über das sogenannte Amtsblatt ermahnt:

„Der Stammapostel allein ist die geoffenbarte Liebe Gottes. Wer sich von ihm trennt, hat sein eigenes Todesurteil unterschrieben [...].“

Gerade in dieser Übergangsphase der Nachkriegszeit wurde die Stellung des Stammapostelamts innerhalb des Apostelkollegiums jedoch auch stark in Frage gestellt. Später wurde die kirchenpolitische Stellung des Stammapostels mit einer Verpflichtung der Apostel zur Loyalität in den Statuten der NAK International gefestigt; ein Passus, der bis heute gilt. Noch 1997 merkte der schweizerische Religionswissenschaftler Georg Schmid zahlreiche Elemente der „Huldigung“ in zeitgenössischen NAK-Predigten an.
Erst unter Stammapostel Fehr wurde die Stellung des Stammapostels in der neuapostolischen Lehre abgeschwächt und die Amtsverehrung zurückgefahren. Während der Stammapostel in der offiziellen Literatur bis 1992 noch als „Haupt der Kirche Jesu Christi“ und dessen „Repräsentant auf Erden“ bezeichnet wurde, spricht die NAK heute vom Nachfolger des Apostels Petrus. Eine weitere Änderung erfolgte 2001, als Fehr die Schlüsselgewalt des Stammapostels abschaffte, nachdem seit 1958 gelehrt worden war, dass nur ein einleitendes Gebet des Stammapostels den Zugang zum Jenseits öffnen und dadurch die Vermittlung von göttlichem Heil an Verstorbene ermöglichen könne (siehe Entschlafenenwesen der Neuapostolischen Kirche). Zuvor beendete Fehr zu Pfingsten 1997 auch den bereits jahrzehntealten Brauch, dem Stammapostel in einem Schlusspredigtbeitrag für den gehaltenen Gottesdienst zu danken. In einem Interview von 2006 stellte Stammapostel Leber die historisch durchaus verbreitete Auffassung, der Stammapostel sei unfehlbar, öffentlich in Abrede.

## Amtsinhaber

### Friedrich Krebs
Als erster neuapostolischer Stammapostel gilt der Bahnbeamte Friedrich Krebs. Nach dem Tod des einflussreichen niederländischen Apostels Friedrich Wilhelm Schwarz übernahm Krebs die Leitung der noch jungen Religionsgemeinschaft und führte die eher lose verbundenen Apostel und Gemeinden zusammen. Er wurde daher auch Einheitsvater Krebs genannt. 1902 kam es zwischen seinem Bezirksältesten Julius Fischer (1867–1923) und ihm zu einem Lehrkonflikt über die Wiederkunft Christi. Es entstand das Apostelamt Juda, von dem sich dann 1923 das Apostelamt Jesu Christi lossagte.
Krebs lehrte die Gleichrangigkeit der neuen Apostel mit den biblischen. Die Bibel selbst war ihm dabei „vertrocknetes Heu aus der Vergangenheit“ und „altes schmutziges Grubenwasser“. Dagegen stand für ihn das Wort der neuen Apostel: das „frische Grünfutter“ und das „frische, lebendige Quellwasser“ (dieses Zitat wird einer im November 1896 erschienenen neuapostolischen Kirchenzeitschrift zugeschrieben. Aus dem Datum geht hervor, dass es sich um die Wächterstimmen aus Ephraim gehandelt haben müsste). Im selben Jahr erhielt Krebs das Amt des Stammapostels, das er bis zu seinem Tod innehatte.

### Hermann Niehaus
Krebs′ Nachfolger wurde 1905 Hermann Niehaus, ein Landwirt aus Westfalen, der 1848 in Steinhagen bei Bielefeld geboren worden war. Er wurde 1872 zum Evangelisten und 1896 zum Apostel ordiniert. Als er die Leitung der Kirche übernahm, gab es 488 Gemeinden, kurz vor seinem Tod zählte man 1931 bereits 1800. Er wurde innerhalb der Kirche als Vater Niehaus bezeichnet. Er änderte ab 1906/07 den bis dahin gebräuchlichen Namen Neuapostolische Gemeinde in Neuapostolische Kirche. Er verstarb 1932 an den Folgen eines Treppensturzes. Während seiner Amtszeit war es zu zwei wichtigen Spaltungen gekommen. In Australien wehrte sich der dortige Apostel Hermann Niemeyer gegen die Machtansprüche des Stammapostels und wurde von diesem nach einer Konferenz auf dem Rückweg nach Australien ausgeschlossen. Er gründete daraufhin 1911 die Apostolic Church of Queensland. In Sachsen und Thüringen kam es zu einer Spaltung unter dem Apostel Carl August Brückner, der ebenfalls dem Machtanspruch des Stammapostels entgegentrat und dessen – zunehmend von Träumen und Visionen geprägter – Führung ein liberales und aufgeklärtes Glaubensverständnis entgegenzusetzen suchte. Es entstand der Reformiert-Apostolische Gemeindebund. Interessant ist, dass die Positionen Brückners, der ursprünglich der Favorit für die Stammapostelnachfolge gewesen war, seinerzeit von Apostel J. G. Bischoff geteilt wurden.

### Johann Gottfried Bischoff
Nachfolger von Niehaus wurde ebendieser Frankfurter Apostel Johann Gottfried Bischoff. Er gilt als die schillerndste Figur unter den Stammaposteln. Zum einen war er während der Zeit des Nationalsozialismus um gute Beziehungen zum herrschenden Regime bemüht. Zum anderen fällt in seine Amtszeit ab 1950 die sog. Botschaft, wonach der Stammapostel erklärte, noch zu seinen Lebzeiten werde Jesus Christus erscheinen und „sein Werk vollenden“. Er selbst sei der letzte Stammapostel; nach ihm komme keiner mehr. Sein einstimmig vom Apostelkollegium gewählter und von Bischoff am 1. August 1948 eingesetzter Nachfolger im Stammapostelamt Peter Kuhlen erklärte daraufhin am 25. November 1950 seinen Rücktritt. Die Dogmatisierung dieser Botschaft begann für die Kirche nach dem Weihnachtsgottesdienst 1951, als Bischoff diese offiziell in Gießen verkündete. Dies und ihre Verknüpfung mit der Aufnahme in die Kirche (Versiegelung) führte weltweit zu mehreren Abspaltungen von der Neuapostolischen Kirche. Die meisten davon schlossen sich 1956 zur Vereinigung Apostolischer Gemeinden zusammen.

### Walter Schmidt
Als Bischoff am 6. Juli 1960 starb, wurde am 10. Juli 1960 der Kaufmann und Bezirksapostel von Westfalen Walter Schmidt (1891–1981) sein Nachfolger. Er wurde einstimmig gewählt, und die Apostelversammlung erklärte die nicht erfolgte Erscheinung Jesu mit der Behauptung, Gott habe aus unerforschlichen Gründen seinen Willen geändert. Trotz der massiven Wirkungen der „Botschaft“ auf die neuapostolische Lehre führte sie und der Tod Bischoffs zwar zu einer Krise, jedoch nicht zum Zerfall der Kirche. Der Sitz der Kirche wurde von Frankfurt nach Dortmund verlegt.

### Ernst Streckeisen
Nachfolger von Walter Schmidt wurde am 23. Februar 1975 der Schweizer Ernst Streckeisen (1905–1978), der den Sitz der Neuapostolischen Kirche von Dortmund in die Schweiz verlegte.

### Hans Urwyler
Als Stammapostel Streckeisen 1978 plötzlich während einer Südafrikareise verstarb, wählte das Apostelkollegium am 18. November 1978 als seinen Nachfolger den Schweizer Hans Urwyler (1925–1994). Dieser wurde in Bern geboren und wurde 1969 zum Bischof und 1976 zum Bezirksapostel für die Schweiz ordiniert. Er erkrankte im Juli 1987 schwer und bestimmte seinen Nachfolger.

### Richard Fehr
Richard Fehr übernahm am 22. Mai 1988 als siebenter Stammapostel die Leitung der Neuapostolischen Kirche. In seiner Amtszeit wuchs die Mitgliederzahl der Kirche weltweit auf über 11 Millionen. Er führte eine vorsichtige Öffnung der Kirche gegenüber den anderen apostolischen Gemeinschaften ein. Im Jahre 2001 lud er zu einem Treffen nach Zürich ein. Außerdem setzte er verschiedene Arbeitsgruppen ein, die die Lehre überarbeiten und biblischer fundieren sollten. Zu Ostern 2005 wurde zudem das neue Gesangbuch für den deutschsprachigen Raum ausgegeben; es ersetzt die bereits seit 1925 benutzte Ausgabe, die durch Änderungen in Lehre und Sprache nicht mehr aktuell war. Fehr hatte sein Amt bis zum 16. Mai 2005 inne.

### Wilhelm Leber
An Pfingsten 2005 übergab Richard Fehr das Amt des Stammapostels an Wilhelm Leber, den bisherigen Bezirksapostel für Norddeutschland und Nordrhein-Westfalen. Genau drei Jahre nach seinem Amtsantritt führte er das „Unser Vater“-Gebet in der aktualisierten Version der Lutherbibel von 1984 ein.

### Jean-Luc Schneider
An Pfingsten 2013 übergab Wilhelm Leber nach achtjähriger Amtstätigkeit das Stammapostelamt an Jean-Luc Schneider. Schneider unterstützte Leber in seiner Tätigkeit bereits seit Mai 2012 als Stammapostelhelfer.
Im Pfingstgottesdienst 2025 ernannte Schneider Helge Mutschler, den bisherigen Bezirksapostelhelfer für Nord- und Ostdeutschland, zum Stammapostelhelfer und kündigte an, ihn an Pfingsten 2026 zu seinem Nachfolger zu ordinieren.

## Stammapostel beimApostelamt Jesu Christi
Das Apostelamt Jesu Christi besaß von 1947 bis 1981 ebenfalls das Stammapostelamt.
Während eines Gottesdienstes am 20. Februar 1947 wurde Apostel Albert Trubach prophetisch zum „Stammapostel Jesu Christi“ mit dem Auftrag berufen: „Veredle und vollende das Werk!“ Zwei Monate vor seinem Tod legte Apostel Trubach am 5. Juli 1980 sein Amt nieder und berief den Lehrer Hans-Joachim Preuß (1920–1981) aus Cottbus zu seinem Nachfolger als Stammapostel. Nach dessen Tod am 6. August 1981 wurde das Amt des Stammapostels nicht mehr erneuert. Die Gemeinschaft Apostelamt Jesu Christi verzichtete in der Folgezeit auf das Amt des Stammapostels und kehrte zum katholisch-apostolischen Prinzip der Gleichheit aller Apostel zurück.